# Рударство у Корнвалу и Девону
Ископавање у Корнволу (Cornwall) и Девону (Devon), на југозападу Енглеске, почело је у раном бронзаном добу, око 2150. године пре нове ере, а завршило се (бар привремено) затварањем рудника калаја Саут Kрофти (South Crofty) у Корнволу(Cornwall) 1998. Калаја, а касније и бакар, били су метали који се најчешће извлаче. Вађење се наставило након што је ископавање других метала постало неисплативо.
Историјски су у Корнволу(Cornwall) и Девону(Devon) минирани коситар и бакар, као и неколико других метала (нпр. Арсен, сребро и цинк). Ажурирано: 2007. не преостају активни рудници метала . Међутим, у Корнволу(Cornwall) и даље постоје лежишта калаја, а било је говора о поновном отварању рудника Саут Крофти (South Crofty). Поред тога, започети су радови на поновном отварању рудника волфрама. Хемердон (Hemerdon) у југозападном Девону(Devon). С обзиром на економски значај рудника и каменолома, спроведене су геолошке студије; отприлике четрдесет различитих минерала идентификовано је из локалитета типа у Корнволу (Cornwall) (нпр. борнонит из Ст Енделлион-а (St Endellion). Вађење од магматских и метаморфних стена је такође био значаја за индустрију. У 20. веку екстракција каолинита била је економски важна.

## Геологија
Улазак гранита у околне седиментне стене  довео је до опсежног метаморфизма и минерализације. Као резултат тога, Корнвол(Cornwall) је био једно од најважнијих рударских подручја у Европи до почетка 20. века. Сматра се да се коситрена руда ( аситерит  минирала у Корнволу(Cornwall) још у бронзаном добу. Током година, многи други метали (нпр. олово и цинк) минирани су у Корнволу(Cornwall). Алкуифол (заснован заједно са речју алкохол, на арапској речи "ал-кухл") је оловна руда која се налази у Корнволу(Cornwall), а коју лончари користе да дају грнчарији зелену глазуру.

## Историја
Корневал(Cornwall) и Девон(Devon) су до 20. века испоручили већину калаја, бакра и арсена у Великој Британији. Првобитно је коситар пронађен као алувијалне наслаге каситерита у шљунцима потока. На крају је вађено подземном експлоатацијом ; подземне мине су се појавиле већ у 16. веку.  Калај је пронађен и у изданцима литица. 

### Праисторијски период

#### Камено доба и рано бронзано доба
Калај је један од најранијих метала који су се експлоатисали у Британији. Енеолити металци открили су да се стављањем малог удела калаја (5—20%) у растаљени бакар, ствара легура бронза . Легура је тврђа од бакра. Најстарија производња лименене бронзе је у Турској око 3500. године пре нове ере, али се верује да је експлоатација сировина у Британији започета  2000. године пре нове ере, успешном трговином калајем која се развијала са цивилизацијама Медитерана. Стратешки значај калаја у ковању бронзаног оружја донео је југозапад Британије у медитеранску економију у раним датумима. Касније се калај користи и у производњи коситра . 
Рударство у Корнволу(Cornwall) постоји од раног бронзаног доба око 2150. године пре нове ере. 
Традиционално се сматрало да су Корнвол(Cornwall) посетили феничански трговци металом са источног Средоземља, али ово се гледиште променило током 20. века, а Тимоти Шампион (Timothy Champion) је 2001. приметио да су "директни археолошки докази о присуству феничанске или Картаганске трговце чак и на северу Британије не постоје ". Британија је једно од места предложених за Каситеридт, то је „калај острво“, које је Херодот први пут споменуо.
Утврђено је да је садржај калаја у бронзи са Небески диск Небра из 1600. године пре нове ере из Корнвола(Cornwall).
Првобитно је вероватно да су алувијална лежишта у шљунцима потока експлоатисана, али касније се подземно копање укориенило. Плитке резнице су затим коришћене за вађење руде.

#### Ширење трговине
Како је на Блиском истоку расла потражња за бронзом, доступне локалне залихе руде од калаја (каситерита) су исцрпљене и трагало се за новим залихама широм познатог света, укључујући и Британију. Чини се да је контрола трговине коситаром била у рукама Феничана, а њихове изворе чували су у тајности. Грци су разумели да коситар потиче од Каситерида, „острва калаја“, о којима се расправља о географском идентитету. До 500. године пре нове ере Хекатеј је знао за острва изван Галије на којима се добија калаја. Питеје из Масалије отпутовао је у Британију око 325. године пре нове ере, где је нашао цветајућу трговину калајем, према каснијем извештају свог путовања. Посидониус се односио на трговину калајама са Британијом око 90. године пре нове ере, али Страбон око 18 АД не наводи коситар као један од британских извоза. То је вероватно због тога што је Рим у то време добијао своје лименке из Хиспаније . 
Вилиам Камден(William Camden) је у својој Британији 1607. Године идентификовао Цаситеридес са Острва Сили и први дао валуту уверењу да су Феничани трговали Британијом. Међутим, нема доказа о ископавању коситра на Острвима Сили, осим мањих истражних ископавања. Тимотеј Шампион је открио да је вероватно да је трговина Феничана са Британијом била индиректна и под контролом Венета из Бретање . Шампион, расправљајући о коментарима Диодора Сицулуса на трговину конзервама, каже да „Диодорус заправо не говори да су Феничани упловили у орнвалл. У ствари, он говори управо супротно: производња корњског калаја била је у рукама Корнволових(Cornwall) домородаца, а његов транспорт до Средоземља организовали су локални трговци, морским путем, а затим копном преко Француске, далеко изван феничанске контроле. "
Постоје изотопични докази који говоре у прилог томе да су лимени инготи пронађени код обале Хаифе, а Израел су испоручени из Корнвола(Cornwall).

#### Рачун Диодора Сикула
У својој Библиотхеца хисторица(Bibliotheca historica), написаној у 1. веку пре нове ере, Диодор са Сицилије је описао древно вађење коситарита у Британији. "Они који настањују британску промоцију Белерион због повезаности са странцима су цивилизованији и љубазнији према странцима него остали. То су људи који припремају лименке, коју уз велику бригу и труд ископавају из земље, а метал који се ради је помешан са неким венама земље, из којих се растопи метал и рафинира. Потом га бацају у редовне блокова и носе га на одређено острво близу руке звано Ицтис за плиме, а сви су тамо између острва и острва, калај се у великим количинама доноси у колицима. "
Плиниј, чији је текст преживео у еродираном стању, цитира Тимаја из Таормина( Timaeus of Taormina) позивајући се на " инсулам Мицтим ", "острво Мицтим" [сиц], где се изолами поновио. Предложено је неколико локација за "Иктин" или "Иктис", што означава "лимену луку" , укључујући гору Св. Михајла, али, као резултат ископавања, Бари Цунлифе је предложио да то буде планина Батен неар Плимут. На ушћу ријеке Ерме недалеко је пронађено бродоломно мјесто с инготовима коситра  које може представљати трговину дуж ове обале током бронзаног доба, мада је датирање тог места врло тешко. Страбо је известио да је британски калај допремљен из Марсеја.

#### Легенда о Јосипу из Ариматеје
Рудник Динг Донг(Ding Dong mine), за који се сматра да је један од најстаријих у Корнволу(Cornwall), у жупи Гулвал, у локалној легенди се наводи да га је посетио Јосип из Ариматеје, трговац калајом, и да је довео младог Исуса на адресу рудара, мада тамо нема доказа који то потврђују.

#### Археологија гвозденог доба
У Корнволу(Cornwall) или Девону(Devon) има мало остатака претповијесног ископавања кала, вјероватно зато што су каснија обрада уништила ране. Међутим, плитке резнице које се користе за вађење руде могу се видети на неким местима као што су Клацомбе Даун, Дартмор. Постоји неколико чекића за камен, попут оних у музеју поред Зенора. Могуће је да се копање углавном изводило лопатама, роговима и дрвеним клиновима. Ископавање у Деан Мор-у на Дартмору, на месту керамике од 1400 - 900 пре нове ере, дало је шљунак лимене руде и шљаке калаја. Стене су коришћене за дробљење руде и камење за то су пронађене на фарми Црифт. На подовима кућа из бронзаног доба  на пример у Тревискеру, пронађени су налази лимене шљаке. Лименка шљаке пронађена је у Царлогесу с бодежом типа Камертон-Сновхил.
У гвозденом добу бронза се и даље користила за украсе, али не и за оружје и алате, па се чини да је вађење калаја настављено. Ингота из Двора Доре вероватно је из гвозденог доба.

### Римско и пост-римско раздобље
Кажу се да су извори конзерви били разлог напада Римљана на Британију  али они су имали контролу над рудницима у Шпанији и Бретањи у 1. и 2. веку нове ере. Каснија производња у Шпанији била је смањена, вероватно рацијама. Производња у Британији повећана је у 3. веку, за употребу у кованицама, а постојала је широка употреба калаја у производњи коситарица, на пример, у Цамертону у Сомерсету. Корнволу(Cornwall) и Вест Девону(West Devon) су мање романизовани од многих других делова Британије, а вађење калаја је могло бити у локалним рукама, а калај је купила царска власт. Могући службени печат идентификован је на инготу Карнингтон-а. У римским оквирима пронађени су бројни коситрени инготи, попут 42 пронађена у олупини код залива Бигбури у периоду 1991–92.
Налазиште у долини Ерме, Девон(Devon), показује здруживање седимената у касно римско и постримско доба због ископавања кalaja на Дартмору. Дошло је до врхунца активности између 4. и 7. века. Лименка шљаке на Седмици Форд у Девону(Devon) датира из 570. - 890. године нове ере.
Каже се да је Свети Пиран (заштитник лимар) слетио у Перанпорт из Ирске око 420. године нове ере.

### Средњовековно и модерно рударство

#### Средњи век
У књизи страшног суда не постоји запис о ископавању коситра, вероватно зато што су права била власништво круне. Током прве половине 12. века Дартмор је обезбедио већину калаја за Европу надмашивши производњу Корнвола(Cornwall). Хенри II цеви цеви даје годишњу производњу калаја од Дартм Кора око 60 тона. Године 1198. сложио се да ће „сви копачи и купци црног калаја и све топионице калаја и трговци коситром прве таљевине имати праведне и древне обичаје и слободе успостављене у Девону(Devon) и Корнволу(Cornwall)“. То показује да је рударство дуго трајало. Повеља којом се потврђују права рудара дао је краљ Јован 1201. године. Алувијални подаци о муљу у долини Ерме, Девон(Devon), показују накупљање конзервираног отпада између 1288 и 1389.
Након преноса власти на норманског лорда Роберт, гроф Мортаин, који је држао властелинство Трематон, рударство сребра постало је главна индустрија, нарочито у долини Тамар око Бере Ферера у Девону(Devon). Основана 1292. године од стране Круне под Едвардом II, вештачка радна снага у почетку се увозила из Дарбишира и Северног Велса, уз специјалистичку експертизу из Немачке и капитала из Италије. Зарада од права на руднике сребра за Круну довела је до успона древне породице Корнисх Едгцумбе у Цотехелеу и касније планини Едгцумбе . 
1305. краљ Едвард први основао је одвојене станове за Девон(Devon) и Корнвол(Cornwall). Вода је коришћена за рад са маркама за дробљење руде, лакши отпад се испире. Минерални "црни калај" био је стављен у пећи и премазан тресетом. Растаљени метал сипао се у гранитне калупе у којима су се добијали инготи калај. Ови су одвозени у паковањима у градове и станке на испитивање. Искористила су се употребљива лежишта у Девону(Devon) и тако је Корнвол(Cornwall) постао центар производње калаја. Године 1337. производња корниског калаја је била 650 тона, али 1335. године  Црном смрћу је смањен на 250 тона. Године 1400. производња корниша порасла је на 800 тона. Производња у Девону(Devon) износила је само 25% производње Корнвола(Cornwall) у 1450–70.
Конзервативни радови Девонa(Devon) и Корнвола(Cornwall) били су толико важни да су средњовековни краљеви успостављали станарне судове и парламентарне парламенте како би управљали законом у Корнволу(Cornwall) и делу Девонa(Devon). До средине 16. века, Девон(Devon) је производио око 25-40% количине кана коју је користио Корнвол(Cornwall), али укупна количина производње кала из Корнвола(Cornwall) и Девонa(Devon) током овог периода била је релативно мала.
Корнинска побуна 1497. године настала је међу корнишарским рударима калаја који су се противили повећању пореза од Хенрија да би започели рат Шкотској . Тај намет је замерио због економских тешкоћа које би проузроковало; она се такође наметнула посебним корншким ослобађањем од пореза. Побуњеници су марширали на Лондон, задобивши присталице док су одлазили, али поражени су у бици код Дептфордског моста.
Каменолом је био у врло средњем значењу у средњовековном Корнволу(Cornwall). Камен за изградњу цркве веома се ретко увозивао изван округа: користили су сваки камен који се могао наћи на малој удаљености. За неке украсне карактеристике, попут врата, стубова и фонтова, добро је коришћена сорта елвана (нпр Полифант и Катаклеузе). Гранит није каменолом, већ је сакупљен из мочвара и коришћен је на градилишту. Вађење шкриљевца развило се у сјеверном Корнволу(Cornwall) у каснијем средњем вијеку, а касније се у раном модерном времену претворило у веће подухвате.

#### Рани модерни период
Након 1540-их, Корнвол(Cornwall) производња убрзано се повећавала, а производња Девонa(Devon) износила је само око 10% - 11% производње Корнвола(Cornwall). Од средине 16. века, девонске станарине су доносиле врло мали приход за круну, а оне су стављене на страну одредбе закона о привилегирању парламента из 1512 . Први редовни парламент Крокерн Тор-а у Девону(Devon) одржан је 1494. године, а последњи 1748. године. Код Цомбе Мартина неколико злоупотребљених рудника сребра налази се на источном гребену и још увек се могу видети докази о тунелима, као и остаци кола са инвалидским колицима која се користила за извлачење руде из рудника. У драгуљима с круном постоје производи из сребра Цомбе Мартин. 
Други бум калаја догодио се око 16. века када је коришћено откопавање ливеног отвора. Запослили су немачке рударе који су познавали технике. 1689. године Томас Епслеи, човек Сомерсета, развио је методу за разбацивање веома тврде гранитне стене, користећи барут са осигурачима. То је револуционирало копање тврдих стена. Шест дана рада са избором може се обавити једном експлозијом. У 18. веку је дошло до трећег налета када су ископане шахте за вађење руде.

#### Каснији модерни период
У 19. веку рударство Корниша достигло је зенит, пре него што је страна конкуренција спустила цену бакра, а касније и коситра, до нивоа који је вађење корниске руде био неисплатив. Подручја Корнвола(Cornwall) око Гвенап- а и Ст Даи- а и на обали око Портхтована били су међу најбогатијим рударским подручјима на свету. На врхунцу, индустрија рударске производње корњаче имала је око 600 парних машина које су радиле на испумпавању рудника (многи су рудници доспели под море, а неки су се спуштали до великих дубина).. Авантуристи су уложили главни град, надајући се да ће им рудник вратити зараду, али исходи су били врло несигурни. 
Чарадон Хил имао је најпродуктивнију мину у источном Корнвал-у. Рудник бакра Јужни Карадон, 1  km југозападно од станице преноса Чарадон Хил, био је највећи рудник бакра у Великој Британији у свом врхунцу, у другој половини 19. века. Остали искоришћени рудници бакра и кала разбацани су око базе брда. До средине 19. века Лое је постао главна лука, једна од највећих Корнвал-а, у којој су се извозили локални кашика, арсен и гранит, као и успешна индустрија рибарства и бродоградње. Код Цаллингтона је пронађен арсен са бакарним рудама и обрађен је дробљењем и кондензацијом; отровна природа прашине која садржи арсен учинила је дело веома опасним. Предузете су бројне мере предострожности, али радници су обично умирали у просеку. Менхениот је био центар рударства олова и сада је окружен искоришћеним осовинама и моторним кућама. Оловни шавови откривени су 1840-их, а Менхениот је постао центар рударског процвата који је трајао до 1870-их. У овом периоду број становника се удвостручио. Сеоски парк Кит Хилл прожет је рударском историјом. Укључени метали укључују коситар, сребро, бакар и волфрам. Главне мине биле су Кит Хилл Суммит Минес (која је обухватала ветрењачу у близини данашње гомиле) (започета око 1826; Кит Хил Унитед затворена 1864); Рудник Еаст Кит Хил, радио од 1855. до 1909 .; Рудник Хингстон Довн (који је радио западно према Кит Хилу) можда је започео у 17. веку, затворио се 1885. године, а Рудник Саут Кит Хил, радио је од 1856. до 1884. 
Последњи корнашки парламент у Старом двору одржан је у Хингстон Довну 1753. године, а Девон Станари парламент задњи пут у 1748. години. Станарски судови у Девону(Devon) и Корнволу(Cornwall) су комбиновани 1855. године, а њихова овлашћења пренесена на локалне власти 1896. године.
Средином и крајем 19. века, корнишанско рударство је било у опадању, а многи корнински рудари су емигрирали у развој рударских округа у иностранству, где су њихове вештине биле тражене: ту су спадале Јужна Африка, Аустралија и Северна Америка... Корнарски рудари постали су доминантни 1850-их у гвозденом и бакарном округу северног Мичигену у Сједињеним Државама, као и у многим другим рударским окрузима. У првих шест месеци 1875. године преко 10 000 рудара напустило је Корнволу(Cornwall) да би пронашли посао у иностранству.

#### 20. века и после
Током 20. века разне руде су биле накратко профитабилне, а рудници су поново отворени, али данас ниједна не остаје. Долцоатх моја ( Корниш фор Олд Гроунд) , 'Краљица корнинских рудника', била је дубока 3500 стопа (1067 м) и била је дуги низ година најдубља мина на свету , а да не спомињемо један од најстаријих пре његовог затварања 1921. године. Заправо, последњи рудник коситра у Европи био је Саут Крофти(South Crofty), близу Камборнеа, до његовог затварања у марту 1998. године. После покушаја да се поново отвори, напуштена је. Било је извештаја локалних медија у септембру 2006. године да се Саут Крофти(South Crofty) разматра због поновног отварања јер је цена калаја порастала, али локација је подлегла обавезном налогу за куповину (октобар 2006).  На зиду испред капије налазе се графити из 1999. године:
(Ово је из хора песме 'Цорникс Ладс' корнинског певача / текстописаца Рогера Брианта, написане у време затварања Гевор Минеа. Погледајте цефде "Писање на зиду" Роџера Брајанта. Остали снимци Јинкс 'Стацка и Микеа Ницхолсона)
Распад Међународног савета за калај 1986. године био је крај за рударство корниша и девона. Најновији рудник у Девону за производњу кашике руде био је рудник Хемердон у близини Плимптона током 1980-их. Последњи корнински рудник калаја у производњи Саут Крофти(South Crofty) затворен је 1998. године. Рудник волфрам и коситар Хемердон у југозападном Девону поново је отворен као рудник Дракеландс 2015. године.
Године 1992, рудник Гевор, купио је вијеће округа Корнвал као музеј баштине, којим сада управља Пенден Цомунити Херитаге. Гевор Тин Мине и Морвеллхам Куаи изабрани су као „тачке сидришта“ на европском путу индустријске баштине .
Вађење кинеске глине (каолинит) и даље је од великог значаја: већи радови су у округу Ст Аустел. Количина отпада у сразмери са каолином толико је велика да су створене огромне гомиле отпада чија белина у раним годинама значи да их можете видјети издалека. Пројекат Еден развијен је на месту некадашњег каменолома глинених порцелана. Вађење шкриљевца и каменолома каменоломом и даље се смањује: некада је то била важна индустрија, а у Корнволу(Cornwall) се врши још од средњег века. Неколико каменолома је било довољно продуктивно да би требале властите минералне железнице. Гранит високог квалитета извлачен је из многих корнишких каменолома, попут Де Ланка и Портхоустока. Неки гранити су одведени на веома велике удаљености за употребу у изградњи. У Девону постоје и неки важни каменоломи, попут Мелдона (извора железничке баласта за Јужну железницу ) и каменолома гранита на Дартмору, попут Меривалеа ..
Извештавају се да су у 2017. планови за вађење резерве литијума испод Корнвола(Cornwall)били Корнисх Литијум, који је потписао споразуме о развоју потенцијалних лежишта.
У априлу 2019, британска компанија Мет Ампере Лимитед избушила је 6 рупа за истраживање литијума у Великој Британији на локацији у близини Ст Аусте л. МетАмпере је лабораторијски успешно извадио литијум из тврде стене. Они следеће године планирају избушити још 20 рупа након великог открића литијума.
Катастрофе
У рудницима метала у Корнволу(Cornwall), неке од најгорих несрећа десиле су се у Еаст Вилл Росе 1846. године, где је од изненадне поплаве погинуло 39 људи; у руднику Левант 1919. године, где је 31 погинуло, а многи су повређени у квару тог човековог мотора ; 12 мртвих код Веал Агара 1883. када је кавез пао на осовину; и седам убијених у руднику Долцоат 1893. године, када се срушила велика штека .

## Главна рударска подручја
Корнвол(Cornwall)
- Пенвитх 
  - Ст Јуст ин Пенвитх анд Зенор
- Цамборне,[47] Редрутх и Иллоган
- Гвенап и долина Царнон у западном Корнволу(West Cornwall)
- Подручје Вендрон у Кериеру
- Св. Агнес и Портован
- Северни Корнвал( North Cornwall) (неколико мина, али без коситра)
- Велико подручје омеђено Ст Аустелл, Вадебридге, Бодмин и Калингтон у средњем и источном Корнволу( East Cornwall)

Ривер Тамар
- Долина Тамар - бакар, калајр, олово, сребро и арсен. Погледајте Морвеллхам Куаи. Посебно у деветнаестом веку, рудама су се међународно трговале преко Плимоутх Доцка [48][49]

Девон(Devon)
- Лидфорд - древни саксонски бурх ; раносредњовековна локација најзападније сребрене ковнице и касније свечани парламент и затвор Станарског суда за Дартмоор
- Бере Феррерс - јединствени средњовековни рудник сребра (и олова) који је управљао круном [33]
- Цомбе Мартин - наслаге олова / сребра [33]
- Екмоор и Брендон Хиллс - гвожђе, олово, сребро, бакар
- Дартмоор - древни стански градови укључују Тавистоцк, Асхбуртон, Цхагфорд и касније Плимптон
- Вест Девон(West Devon)
- Рудник Бампфилде, Северни Молтон
- Блацкдовн Хиллс - налазишта бакра

## Методе и обрада
Погледајте Дартмор вађење калаја

## Студирање и образовање
Краљевско геолошко друштво из Корнволa(Cornwall)( Royal Geological Society of Cornwall)основано је 1814. године  ради промовисања проучавања геологије Корнвола(Cornwall) и друго је најстарије геолошко друштво на свету. Институт инжењера Корниша покренули су инжињери машинских елемената. Рударство је важно подручје у којем је активно..

### Рударска школа у Камборну
Због важности рударства и метала за корнистичку економију, Рударска школа у Камборну (ЦСМ), основана 1888. године, развила се као једина специјална установа за твде стене образовање у Великој Британији. Наставља да подучава рударство као и многе друге предмете повезане са земљом (нпр. Инжењерску геологију) релевантне за корнистичку економију.
КСМ је чонио и део Универзитета Екетер(University of Exeter), па је премештен у Универзитет Тремоугх кампус у Пенрин. Упркос овом потезу, школа наставља да користи назив "Камборне" у свом називу. Дипломирани ЦСМ могу се наћи у рударској индустрији широм света.

## Терминологија и симболика
Неколико Корнисх рударске речи су и даље у употреби у енглеском језику рударству терминологију, као што су Костеан, гуниес, ВУГ,, госан, и Киеве .
Риба, калај и бакар заједно се понекад користе као симбол Корнволa(Cornwall), јер приказују три главне традиционалне индустрије Корнволa(Cornwall). Тин има посебно место у Корнисх културе, рудник калаја парламент, и " Корнисх пенија 'су сведочанство бившег моћи Корнисх калаја индустрији. Корнутски лим је веома цењен за накит, често за рударске моторе или келтски дизајн.
Куће у школи Пенаир назване су по четири угледна руднике калаја. Међу пабовима чија се имена односе на вађење калаја су Тинер'с Армс у Зеннору и некадашњи паб Јоли Тинерс у Ст Хиларију. Знак у пабу у Зенору приказује рудара калаје на послу, сведочи о његовом пореклу. Зграда Јолли Тинерс-а у Ст. Хилари-у некада је била коришћена за смештај Дечијег дома Ст Хилари .

### Три зеца
Три зеца(three hare)) је кружни мотив који се појављује на светим местима од Блиског и Далеког истока до цркава југозападне Енглеске (где се често називају и "зечеви тињача"). Јавља се са највећом учесталошћу у црквама западне Енглеске. Мотив се појављује у архитектонском дуборезом, камена резбарење, прозора тракама, и витража. У југозападној Енглеској постоји готово тридесет забележених примера да се Три зеца појављују на „ кровним газдама “ (резбарени дрвени чворови) на плафонима у средњовековним црквама у Девону(Devon)  (посебно у Дартмору ). Постоји добар пример кровног шефа Три зеца у Видецомбе-у-Мор, Још један примеран кровни шеф може се наћи у граду Тавистоцк, у Дартмору, на ивици сидра..
Тинерс 'Рабитс је назив плеса многих облика који укључује употребу штапова и ротацију три, шест или девет плесача.

## Светска баштина
1999. године рудни пејзаж Корнволa(Cornwall) и западни Девон(East Devon) додат је прелиминарној листи британске владе ради подношења на листу светске баштине . 13. јула 2006. године објављено је да је понуда успела. Овај локалитет светске баштине јединствен је по томе што покрива технику која се извози широм света, укључујући Мексико и Перу, а састојаће се од стазе која повезује рударска места од Ланд'с Енд-а у Корнволу(Cornwall), кроз Портован и Ст Агнес до кичме округа до долине Тамар формирајући границу са Девонom(Devon) . Тамо се извозна лука Морвеллхам развија поред рудника Девон(Devon) Греат Цонсолс како би се приказала природа и обим операција, а источни капија до места светске баштине усидрена је у древном градићу Тавистоцк, бази за Девоново сопствено место Златни налет 19. века.
Хеартландс(Heartlands), пројекат обнове који је финансирала Национална лутрија у износу од 35 милиона фунти, и капија за светску баштину рударског пејзажа Корнвол(Cornwall) и западни Девон(Devon), отворена је за јавност 20. априла 2012. Ова бесплатна атракција за посетиоце је планирана 14 година (откако је рудник јужни Крофти(South Crofty) затворен 1998. године).
У 2014. години довршени су радови на очувању култног оквира за главу Нев Цокс Китхен у руднику конзерве јужни Крофти(South Crofty). по приближној цени од 650 000 фунти.

## Појединачне мине

### Хемердон Мине
Рудник Хемердон(Hemerdon Mine), алтернативно познат као рудник Дракеландс(Drakelands Mine) или Хемердон Бал или рудник бал Хемердон, је историјски рудник волфрама и калаја, 11 km (7 miles) НЕ од Плимоутх-а, близу Плимптон-а, у Девону(Devon) . Лежи северно од села Спарквелл и Хемердон и у близини великих јама од кинеске глине у близини Ли Мор-а. У руднику, који је био у функцији од 1944. године, осим кратког деловања пробног рудника 1980-их, налази се једно од највећих лежишта волфрама и калаја на свету. Поново је покренуо производњу у 2015. години.

### Рудник јужни Крофти
У новембру 2007. објављено је да би рудник Саут Крофти(South Crofty) близу Камборна, могао поново да покрене производњу 2009. године. Када се затворио 1998. године, био је последњи рудник конзерве у Европи. Њени власници Басересулт Холдингс Лтд, који је рудник купио 2001. године, основали су нову компанију Вестерн Јунајтед Мајнес Лимитед (ВУМ) која ће је управљати и поручила је да ће потрошити преко 50 милиона фунти на поновно покретање рудника. Компанија тврди да је пораст цена калаја дао руднику, који је први пут отворен крајем 16. века, још 80 година живота. За наставак развоја рудника током наредних седам месеци биће утрошено више од 3,5 милиона фунти..
Крофти Девелопмент, партнер нове компаније, још увек мора да реши свађу са Регионалном развојном агенцијом за југозапад (РДА)(South West Regional Development Agency(RDA)) због коришћења више од 30 acres (120.000 m2) земљишта које окружује локацију.. РДА жели на овом месту извршити обавезну куповину за слободно време, становање и индустрију, али Крофти Девелопмент се бори на Вишем суду за задржавање локације. Корнарска рударска индустрија, започета 2000. године пре нове ере, достигла је врхунац у 19. веку, када су хиљаде радника биле запослене  2.000 рудника, пре него што је индустрија пропала када су руде почеле јефтиније да се производе у иностранству..

### Делимична листа рудника Корниша
| Рудник                     | Отворено        | Затворено | Управља | Производ                    | Производња                                                      |
| -------------------------- | --------------- | --------- | --- | --------------------------- | --------------------------------------------------------------- |
| Ale & Kejks                | 1700's          | 1870      | United Mines (1780-1857) Clifford Amalgamated Mines (1857-1870) | Калај & бакар               |                                                                 |
| Alfred Consol              | 1801            | 1964      | | бакар, калај & олово        | 175.000 тона бакра                                              |
| Balleswidden               | 1832            | 1877      | | калај                       |                                                                 |
| Basset & Grylls            | 1858            | 1913      | | калај                       |                                                                 |
| Belovd                     | 1872            | 1902      | | калај                       |                                                                 |
| Binner Downs               | 1758            | 1830's    | | Калај & бакар гвожђе        | 4.500 тона годишње 100 тона руде гвожђа                         |
| Blencowe Consols           |                 |           | | калај                       |                                                                 |
| Blue Hills                 |                 | 1897      | | калај                       |                                                                 |
| Boiling Well               | 1815            | 1865      | | бакар олово сребро цинк     | 2.900 тона бакра 410 тона олова 54 тона цинка 5.900 унца сребра |
| Boscaswell Downs           | 1850's          |           | | Калај & бакар               |                                                                 |
| Boscawen Mine              | 1700's          |           | | Калај & бакар цинк          |                                                                 |
| Boscean Mine               | 1584            | ?         | | калај                       |                                                                 |
| Bosorne                    | 1820            |           | | калај                       |                                                                 |
| Boswedden                  |                 |           | | Калај & бакар               |                                                                 |
| Botallack Mine             | 1721            | 1914      | Stephen Harvey James (1835–1870) Botallack Mines, Limited (1906–) | Калај & бакар арсен         |                                                                 |
| Budnick Consols            | 1855            | 1912      | | олово калај цинк            |                                                                 |
| Buttern Hill               |                 |           | | калај & волфрам             |                                                                 |
| Cape Cornwall Mine         | 1839            | 1875      | St Just Consolidated калај and Copper Mining Company | Калај & бакар               |                                                                 |
| Consolidated Mines         | 1782            | 1857      | | бакар                       |                                                                 |
| Ding Dong mines            | c. 17th century | 1879      | |                             |                                                                 |
| Dolcoath mine              | 1720            | 1920      | | калај                       |                                                                 |
| East Wheal Rose            | ?               | 1886      | | олово                       |                                                                 |
| Geevor Tin Mine            | 1780            | 1991      | Geevor Tin Mines Ltd | калај                       |                                                                 |
| Great North Downs          | 1700's          | 1846      | | Калај & бакар арсен         |                                                                 |
| Great Wheal Busy           | 1720            | 1909      | | Калај & бакар арсен         | 100.000 тона                                                    |
| King Edward Mine           |                 |           | Camborne School of Mines (1890–) | калај                       |                                                                 |
| Mount Wellington Tin Mine  | 1976            | 1991      | Kensa Heat Pumps (2001–) | калај                       |                                                                 |
| Poldark Mine (Wheal Roots) | 1720            | 1780      | | калај                       |                                                                 |
| South Crofty               | 1590s           | 1998      | South Crofty Limited (1906–1967) Siamese Tin Syndicate Ltd (1967–1982) Rio Tinto (1982–1988) Carnon Holdings Limited (1988–1994) Crew Natural Resources of Canada (1994–2001) Base Result (2001-2007) Western United Mines Limited (2007-2011) Celeste Copper Corporation (2011-2016) Strongbow Minerals Limited 2016 - | калај                       | 400.000 тона                                                    |
| Wheal Briggan              | ?               | ?         | | бакар                       |                                                                 |
| Wheal Boys                 | ?               | ?         | | Калај & бакар               |                                                                 |
| Wheal Castle               | ?               | ?         | | Калај & бакар               |                                                                 |
| Wheal Drea                 | ?               | ?         | | калај                       |                                                                 |
| Wheal Edward               | ?               | ?         | | Калај & бакар               |                                                                 |
| Wheal Godolphin            | c. 1500's       | 1930      | Godolphin Family | калај                       |                                                                 |
| Wheal Gorland              | 1792            | 1909      | St Day United Edgar Allen and Company (1906-1909) | Калај & бакар арсен волфрам |                                                                 |
| Wheal Jane                 | 1750            | 1992      | Falmouth Consolidated Mines (1906–1915) Consolidated Gold Fields (1960–1969) Rio Tinto Group (1969–1980) management consortium (1970–) | калај сребро цинк           |                                                                 |
| Wheal Owles                | 1700            | 1893      | | Калај & бакар               |                                                                 |
| Wheal Peevor               | 1701            | 1889      | | Калај & бакар               |                                                                 |
| Wheal Plenty               | ?               | ?         | | бакар                       |                                                                 |
| Wheal Prosper              | 1860            | 1866      | | Калај & бакар               |                                                                 |
| Wheal Rose                 | ?               | ?         | | Калај & бакар               |                                                                 |
| Wheal Trewavas             | 1834            | 1846      | | Калај & бакар               |                                                                 |
| Wheal Vor                  | c. 1500's       | 1910      | | Калај & бакар               |                                                                 |

## Железнице
Напомена:, Под појмом „минерална железница“ обично се подразумева железница која функционише у директној вези са једним рудником или групом мина. Обична железница може да преноси саобраћај било ког пошиљаоца. Међутим, терминологија није тачна..

### Железница Корнволу(Cornwall) Минералс
Корнвал Минералс Раилви отворена је 1874. године, спајајући луке у Фовеи-у и Невкуаиу и места експлоатације минерала у подручју између њих, посебно у областима Бугле и Ст Деннис. Железница је апсорбовала и проширила неколико постојећих кратких минералних линија.

### Источни Корнволу(East Cornwall) минерална железница
ЕЦМР је повезао индустрију експлоатације бакра у области Кит Хил са пристаништем у Калстоку на Тамару.

### Хаиле железница
Железница Хаиле отворена је 1837. године, служећи инжењерским радовима и бакарним пристановима на Хаилеу(Hayle) и рудницима бакра Редрут и Камборне.

### Списак минералних железница у Корнволу(Cornwall)
| Име                                                                    | Отворен  | Затворено  | Колосек                                | Локација       | Напомене |
| ---------------------------------------------------------------------- | -------- | ---------- | -------------------------------------- | -------------- | --- |
| Трамвај Басет Мајнс                                                    | пре 1907 | 1918       | 20                                     | Редрутх        | Парна локомотива радила је преко линије рудника Вест Басет и марки на Царнкиеју                                                              |
| Рудник Боталак                                                         | пре 1864 |            | 800 мм                                 | Ст Џаст        | Површинска линија од 300 дворишта и клисура се спуштају у рудник.                                                                            |
| Чамборне Минес Лтд. Пендарвес Мајн                                     |          | после 1979 | 600 мм                                 | Камборн        | Подземна железница која служи руднику коситра Пендарвес                                                                                      |
| Корпоративна корпорација за лимарство и рударство Моунт Велингтон Мине |          | до 1979    | 2 фт                                   | Дванаест глава | Подземни лимарски рудник |
| ЦТС Мајнинг Лтд. Веал Конкорд мајн                                     |          | после 1987 | 2 фт                                   | Блквотер       | Подземна рудничка пруга помоћу акумулаторских електричних локомотива                                                                         |
| Гевор Тин Минс Лтд. Пенден Мине                                        | 1911     | 1991       | 475 mm                                 | Ст Џаст        | Екстензивна подземна железничка рудничка капија. Део локације, поново постављеним трамвајем, поново је отворен као Музеј рудника гена Гевор. |
| Росвале Хисторикал Мајнинг Компани                                     | 1974     | поклон     | 2 фт (610) мм) и 18 ин (457) мм)       | Зенор          | Новоотворени рудник калаја помоћу акумулаторских електричних локомотива                                                                      |
| Рудник Саут крофти                                                     | 1900     | 1998       | 1 фт 10 ин (559) мм) и 18 ин (457) мм) | Камборн        | Екстензиван рудник коситра са унутрашњом железницом. Рудник је поново отворен 2001. године иако тренутно не користи железнички саобраћај.    |
| Вилл Јане Лтд. Кемо'с Шафт                                             | 1965     | 1992       | 2 фт                                   | Балди          | Локомотички рудник корна за корњаче. |
| Вилл Пендарвес Лтд. Рудник Вилл Пендарвес                              |          | после 1987 | 600 мм                                 | Камборн        | Локомотички рудник корна за корњаче. |